# Рикали
Рикали (пол. Rykały) — село в Польщі, у гміні Промна Білобжезького повіту Мазовецького воєводства.
Населення — 399 осіб (2011).
У 1975-1998 роках село належало до Радомського воєводства.

## Демографія
Демографічна структура станом на 31 березня 2011 року:
|          | Загалом | Допрацездатний вік | Працездатний вік | Постпрацездатний вік |
| -------- | ------- | ------------------ | ---------------- | -------------------- |
| Чоловіки | 184     | 42                 | 118              | 24                   |
| Жінки    | 215     | 49                 | 111              | 55                   |
| Разом    | 399     | 91                 | 229              | 79                   |